# Список птахів Куби
Це перелік видів птахів, зафіксованих на території Куби. Авіфауна Куби налічує загалом 397 видів відповідно до Анотованого контрольного переліку птахів Куби (за даними 2021 року). З них 25 ендеміків, 15 — інтродуковані людиною, 144 — відзначені як рідкісні. Два види вимерли, ще 13 видів класифікуються як гіпотетичні. П'ятнадцять видів є під загрозою зникнення.

## Позначки
Наступні теги використані для виділення деяких категорій птахів:
- (R) Рідкісний - види, що спостерігалися менше ніж двічі на рік.
- (H) Гіпотетичний - види, які згадувалися в різних засобах масової інформації, але з сумнівним, невизначеним або незадовільним статусом підтвердження.
- (E) Ендемік - ендемічний вид.
- (Es) Ендемічний підвид[1][2]
- (I) Інтродукований - вид, завезений на Кубу як наслідок прямих чи опосередкованих дій людини.

## Гусеподібні(Anseriformes)
Родина: Качкові (Anatidae)
- Свистач білоголовий, Dendrocygna viduata (R)
- Свистач червонодзьобий, Dendrocygna autumnalis (R)
- Свистач кубинський, Dendrocygna arborea
- Свистач рудий, Dendrocygna bicolor
- Гуска біла, Anser caerulescens (R)
- Гуска білолоба, Anser albifrons (R)
- Казарка канадська, Branta canadensis (R)
- Лебідь чорнодзьобий, Cygnus columbianus (R)
- Качка мускусна, Cairina moschata (I)
- Каролінка, Aix sponsa
- Чирянка блакитнокрила, Spatula discors
- Чирянка руда, Spatula cyanoptera (R)
- Широконіска північна, Spatula clypeata
- Нерозень, Mareca strepera (R)
- Свищ євразійський, Mareca penelope (R)
- Свищ американський, Mareca americana
- Крижень звичайний, Anas platyrhynchos (R)
- Крижень американський, Anas rubripes (H)
- Крижень флоридський, Anas fulvigula (H)
- Шилохвіст білощокий, Anas bahamensis
- Шилохвіст північний, Anas acuta
- Чирянка мала, Anas crecca
- Попелюх довгодзьобий, Aythya valisineria (R)
- Попелюх американський, Aythya americana (R)
- Чернь канадська, Aythya collaris
- Чернь морська, Aythya marila (H)
- Чернь американська, Aythya affinis
- Турпан білолобий, Melanitta perspicillata (R)
- Турпан горбатодзьобий, Melanitta deglandi (R)
- Гоголь малий, Bucephala albeola (R)
- Гоголь, Bucephala clangula (H)
- Крех жовтоокий, Lophodytes cucullatus (R)
- Крех великий, Mergus merganser (R)
- Крех середній, Mergus serrator
- Савка маскова, Nomonyx dominicus
- Савка американська, Oxyura jamaicensis

## Куроподібні(Galliformes)
Родина: Цесаркові (Numididae)
- Цесарка, Numida meleagris (I)

Родина: Токрові (Odontophoridae)
- Перепелиця віргінська, Colinus virginianus cubanensis (Es)

Родина: Фазанові (Phasianidae)
- Фазан звичайний, Phasianus colchicus (I)

## Фламінгоподібні(Phoenicopteriformes)
Родина: Фламінгові (Phoenicopteridae)
- Фламінго червоний, Phoenicopterus ruber

## Пірникозоподібні(Podicipediformes)
Родина: Пірникозові (Podicipedidae)
- Пірникоза домініканська, Tachybaptus dominicus
- Пірникоза рябодзьоба, Podilymbus podiceps

## Голубоподібні(Columbiformes)
Родина: Голубові (Columbidae)
- Голуб сизий, Columba livia (I)
- Голуб пурпуровошиїй, Patagioenas squamosa
- Голуб карибський, Patagioenas leucocephala
- Голуб антильський, Patagioenas inornata
- Горлиця садова, Streptopelia decaocto (I)
- Голуб мандрівний, Ectopistes migratorius (вимер)
- Талпакоті строкатоголовий, Columbina passerina
- Starnoenas cyanocephala (E)
- Голубок бурий, Geotrygon montana
- Голубок білолобий, Geotrygon caniceps (E)
- Голубок зеленоголовий, Geotrygon chrysia
- Zenaida asiatica
- Zenaida aurita
- Зенаїда північна, Zenaida macroura

## Зозулеподібні(Cuculiformes)
Родина: Зозулеві (Cuculidae)
- Ані товстодзьобий, Crotophaga ani
- Кукліло північний, Coccyzus americanus
- Кукліло мангровий, Coccyzus minor
- Кукліло чорнодзьобий, Coccyzus erythropthalmus (R)
- Тако кубинський, Coccyzus merlini santamariae (Es)
- Тако кубинський, Coccyzus merlini merlini (Es)
- Тако кубинський, Coccyzus merlini decolor (Es)

## Дрімлюгоподібні(Caprimulgiformes)
Родина: Дрімлюгові (Caprimulgidae)
- Анаперо віргінський, Chordeiles minor
- Анаперо антильський, Chordeiles gundlachii
- Дрімлюга каролінський, Antrostomus carolinensis
- Дрімлюга кубинський, Antrostomus cubanensis
- Дрімлюга канадський, Antrostomus vociferus (R)

Родина: Потуєві (Nyctibiidae)
- Поту ямайський, Nyctibius jamaicensis (R)

## Серпокрильцеподібні(Apodiformes)
Родина: Серпокрильцеві (Apodidae)
- Свіфт західний, Cypseloides niger
- Свіфт болівійський, Streptoprocne zonaris
- Голкохвіст східний, Chaetura pelagica (R)
- Серпокрилець-крихітка антильський, Tachornis phoenicobia iradii (Es)

Родина: Колібрієві (Trochilidae)
- Колібрі рубіновогорлий, Archilochus colubris (R)
- Колібрі-бджола кубинський, Mellisuga helenae (E)
- Колібрі-аметист багамський, Nesophlox evelynae (R)
- Колібрі-смарагд кубинський, Riccordia ricordii ricordii (Es)

## Журавлеподібні(Gruiformes)
Родина: Пастушкові (Rallidae)
- Погонич кубинський, Cyanolimnas cerverai (E)
- Пастушок строкатий, Pardirallus maculatus
- Пастушок королівський, Rallus elegans ramsdeni (Es)
- Пастушок узбережний, Rallus crepitans
- Пастушок віргінський, Rallus limicola (R)
- Погонич каролінський, Porzana carolina
- Курочка латиноамериканська, Gallinula galeata
- Лиска американська, Fulica americana
- Султанка американська, Porphyrio martinica
- Погонич жовтоволий, Laterallus flaviventer
- Погонич американський, Laterallus jamaicensis (R)

Родина: Арамові (Aramidae)
- Арама, Aramus guarauna

Родина: Журавлеві (Gruidae)
- Журавель канадський, Antigone canadensis nesiotes (Es)

## Сивкоподібні(Charadriiformes)
Родина: Чоботарові (Recurvirostridae)
- Himantopus mexicanus
- Чоботар американський, Recurvirostra americana

Родина: Куликосорокові  (Haematopodidae)
- Кулик-сорока американський, Haematopus palliatus

Родина: Сивкові (Charadriidae)
- Сивка морська, Pluvialis squatarola
- Сивка американська, Pluvialis dominica (R)
- Пісочник крикливий, Charadrius vociferus
- Пісочник канадський, Charadrius semipalmatus
- Пісочник жовтоногий, Charadrius melodus
- Пісочник довгодзьобий, Charadrius wilsonia
- Пісочник американський, Charadrius nivosus

Родина: Яканові (Jacanidae)
- Якана жовтолоба, Jacana spinosa

Родина: Баранцеві (Scolopacidae)
- Бартрамія, Bartramia longicauda
- Кульон середній, Numenius phaeopus
- Кульон американський, Numenius americanus (R)
- Грицик канадський, Limosa haemastica (A)
- Грицик чорнохвостий, Limosa fedoa (A)
- Крем'яшник звичайний, Arenaria interpres
- Побережник ісландський, Calidris canutus
- Брижач, Calidris pugnax (R)
- Побережник довгоногий, Calidris himantopus
- Побережник червоногрудий, Calidris ferruginea (H)
- Побережник білий, Calidris alba
- Побережник чорногрудий, Calidris alpina
- Побережник канадський, Calidris bairdii (H)
- Побережник-крихітка, Calidris minutilla
- Побережник білогрудий, Calidris fuscicollis
- Жовтоволик, Calidris subruficollis (R)
- Побережник арктичний, Calidris melanotos
- Побережник довгопалий, Calidris pusilla
- Побережник аляскинський, Calidris mauri
- Неголь короткодзьобий, Limnodromus griseus
- Неголь довгодзьобий, Limnodromus scolopaceus
- Бекас Вільсона, Gallinago delicata
- Actitis macularius
- Коловодник малий, Tringa solitaria
- Коловодник жовтоногий, Tringa flavipes
- Коловодник американський, Tringa semipalmata
- Коловодник строкатий, Tringa melanoleuca
- Плавунець довгодзьобий, Phalaropus tricolor (R)
- Плавунець круглодзьобий, Phalaropus lobatus (R)
- Плавунець плоскодзьобий, Phalaropus fulicarius (R)

Родина: Поморникові (Stercorariidae)
- Поморник середній, Stercorarius pomarinus (R)
- Поморник довгохвостий, Stercorarius longicaudus (R)
- Поморник антарктичний, Stercorarius maccormicki  (R)
- Поморник короткохвостий, Stercorarius parasiticus (R)

Родина: Алькові (Alcidae)
- Люрик, Alle alle (R)

Родина: Мартинові (Laridae)
- Мартин трипалий, Rissa tridactyla (R)
- Мартин вилохвостий, Xema sabini (R)
- Мартин канадський, Chroicocephalus philadelphia (R)
- Мартин звичайний, Chroicocephalus ridibundus (R)
- Leucophaeus atricilla
- Мартин ставковий, Leucophaeus pipixcan (R)
- Мартин делаверський, Larus delawarensis
- Мартин сріблястий, Larus argentatus
- Мартин чорнокрилий, Larus fuscus (A)
- Мартин морський, Larus marinus
- Крячок бурий, Anous stolidus
- Крячок строкатий, Onychoprion fuscata
- Крячок бурокрилий, Onychoprion anaethetus
- Крячок карибський, Sternula antillarum
- Крячок великодзьобий, Phaetusa simplex (R)
- Крячок чорнодзьобий, Gelochelidon nilotica
- Крячок каспійський, Hydroprogne caspia (R)
- Крячок чорний, Chlidonias niger (R)
- Крячок рожевий, Sterna dougallii (R)
- Крячок річковий, Sterna hirundo
- Крячок полярний, Sterna paradisaea (R)
- Крячок неоарктичний, Sterna forsteri
- Крячок королівський, Thalasseus maxima
- Крячок рябодзьобий, Thalasseus sandvicensis
- Водоріз американський, Rynchops niger

## Фаетоноподібні(Phaethontiformes)
Родина: Фаетонові (Phaethontidae)
- Фаетон білохвостий, Phaethon lepturus (R)
- Фаетон червонодзьобий, Phaethon aethereus (R)

## Гагароподібні(Gaviiformes)
Родина: Гагарові (Gaviidae)
- Гагара полярна, Gavia immer (R)

## Буревісникоподібні(Procellariiformes)
Родина: Качуркові (Hydrobatidae)
- Океанник Вільсона, Oceanites oceanicus (R)
- Качурка північна, Oceanodroma leucorhoa (R)
- Качурка мадерійська, Oceanodroma castro (R)

Родина: Буревісникові (Procellariidae)
- Тайфунник кубинський, Pterodroma hasitata (R)
- Буревісник екваторіальний, Puffinus lherminieri (R)
- Буревісник середземноморський, Calonectris diomedea (R)
- Ardenna grisea (R)
- Буревісник великий, Ardenna gravis (R)

## Лелекоподібні(Ciconiiformes)
Родина: Лелекові (Ciconiidae)
- Міктерія, Mycteria americana (A)

## Сулоподібні(Suliformes)
Родина: Фрегатові (Fregatidae)
- Фрегат карибський, Fregata magnificens

Родина: Сулові (Sulidae)
- Сула жовтодзьоба, Sula dactylatra (R)
- Сула білочерева, Sula leucogaster
- Сула червононога, Sula sula (R)
- Сула атлантична, Morus bassanus (R)

Родина: Змієшийкові (Anhingidae)
- Змієшийка американська, Anhinga anhinga

Родина: Бакланові (Phalacrocoracidae)
- Баклан вухатий, Phalacrocorax auritus
- Баклан бразильський, Phalacrocorax brasilianus

## Пеліканоподібні(Pelecaniformes)
Родина: Пеліканові (Pelecanidae)
- Пелікан рогодзьобий, Pelecanus erythrorhynchos
- Пелікан бурий, Pelecanus occidentalis

Родина: Чаплеві (Ardeidae)
- Бугай американський, Botaurus lentiginosus
- Бугайчик американський, Ixobrychus exilis
- Чапля північна, Ardea herodias
- Чепура велика, Ardea alba
- Чапля рифова, Egretta gularis (H)
- Чепура американська, Egretta thula
- Чепура блакитна, Egretta caerulea
- Чепура трибарвна, Egretta tricolor
- Чепура рудошия, Egretta rufescens
- Чапля єгипетська, Bubulcus ibis
- Чапля зелена, Butorides virescens
- Квак, Nycticorax nycticorax (A)
- Квак чорногорлий, Nyctanassa violacea

Родина: Ібісові (Threskiornithidae)
- Ібіс білий, Eudocimus albus
- Ібіс червоний, Eudocimus ruber (R)
- Коровайка, Plegadis falcinellus
- Коровайка американська, Plegadis chihi (R)
- Косар рожевий, Platalea ajaja

## Катартоподібні(Cathartiformes)
Родина: Катартові (Cathartidae)
- Урубу, Coragyps atratus (R)
- Катарта червоноголова, Cathartes aura

## Яструбоподібні(Accipitriformes)
Родина: Скопові (Pandionidae)
- Скопа, Pandion haliaetus

Родина: Яструбові (Accipitridae)
- Chondrohierax uncinatus wilsonii (Es)
- Elanoides forficatus
- Лунь американський, Circus hudsonius fringilloides (Es)
- Яструб неоарктичний, Accipiter striatus
- Канюк неоарктичний, Buteo jamaicensis
- Яструб чорноголовий, Accipiter cooperii (R)
- Яструб кубинський, Accipiter gundlachi (E)
- Орлан білоголовий, Haliaeetus leucocephalus (R)
- Ictinia mississippiensis
- Шуліка-слимакоїд червоноокий, Rostrhamus sociabilis
- Buteogallus gundlachii (E)
- Канюк ширококрилий, Buteo platypterus cubanensis (Es)
- Buteo brachyurus (R)
- Канюк прерієвий, Buteo swainsoni (R)

## Совоподібні(Strigiformes)
Родина: Сипухові (Tytonidae)
- Сипуха, Tyto alba

Родина: Совові (Strigidae)
- Сплюшка кубинська, Margarobyas lawrencii (E)
- Сичик-горобець кубинський, Glaucidium siju (E)
- Сич американський, Athene cunicularia
- Сова вухата, Asio otus (R)
- Сова темна, Asio stygius (Es)
- Сова болотяна, Asio flammeus

## Трогоноподібні(Trogoniformes)
Родина: Трогонові (Trogonidae)
- Трогон кубинський, Priotelus temnurus (E)

## Сиворакшоподібні(Coraciiformes)
Родина: Тодієві (Todidae)
- Тоді кубинський, Todus multicolor (E)

Родина: Рибалочкові (Alcedinidae)
- Рибалочка-чубань північний, Megaceryle alcyon

## Дятлоподібні(Piciformes)
Родина: Дятлові (Picidae)
- Дятел-смоктун жовточеревий, Sphyrapicus varius
- Melanerpes superciliaris superciliaris (Es)
- Melanerpes superciliaris murceus (Es)
- Xiphidiopicus percussus (E)
- Декол золотистий, Colaptes auratus chrysocaulosus (Es)
- Colaptes fernandinae (E)
- Дятел-кардинал великодзьобий, Campephilus principalis bairdii (Es) (R)

## Соколоподібні(Falconiformes)
Родина: Соколові (Falconidae)
- Каракара аргентинська, Caracara plancus
- Боривітер американський, Falco sparverius sparveroides (Es)
- Підсоколик малий, Falco columbarius
- Сапсан, Falco peregrinus

## Папугоподібні(Psittaciformes)
Родина: Папугові (Psittacidae)
- Араурана, Ara ararauna (I)
- Ара триколірний, Ara tricolor (вимер)
- Араканга, Ara macao (I)
- Ара червоно-зелений, Ara chloropterus (I)
- Аратинга кубинський, Psittacara euops (E)
- Амазон кубинський, Amazona leucocephala leucocephala (Es)

## Горобцеподібні(Passeriformes)
Родина: Тиранові (Tyrannidae)
- Копетон чубатий, Myiarchus crinitus (R)
- Копетон кубинський, Myiarchus sagrae
- Тиран тропічний, Tyrannus melancholicus (R)
- Тиран-крикун, Tyrannus vociferans (R)
- Тиран західний, Tyrannus verticalis (R)
- Тиран королівський, Tyrannus tyrannus
- Тиран сірий, Tyrannus dominicensis
- Тиран темноголовий, Tyrannus caudifasciatus caudifasciatus (Es)
- Тиран кубинський, Tyrannus cubensis (E)
- Тиран мексиканський, Tyrannus forficatus (R)
- Тиран вилохвостий, Tyrannus savana (R)
- Піві бурий, Contopus sordidulus (R)
- Піві лісовий, Contopus virens
- Піві карибський, Contopus caribaeus caribaeus (Es)
- Піві карибський, Contopus caribaeus morenoi (Es)
- Піві карибський, Contopus caribaeus nerlyi (Es)
- Піві-малюк жовточеревий, Empidonax flaviventris (R)
- Піві-малюк оливковий, Empidonax virescens
- Піві-малюк вільховий, Empidonax alnorum (R)
- Піві-малюк вербовий, Empidonax traillii
- Піві-малюк сизий, Empidonax minimus (R)
- Sayornis phoebe (R)
- Pyrocephalus rubinus (R)

Родина: Віреонові (Vireonidae)
- Віреон білоокий, Vireo griseus
- Віреон товстодзьобий, Vireo crassirostris
- Віреон кубинський, Vireo gundlachii (E)
- Віреон жовтогорлий, Vireo flavifrons
- Віреон сизоголовий, Vireo solitarius  (R)
- Віреон цитриновий, Vireo philadelphicus (R)
- Віреон світлобровий, Vireo gilvus (R)
- Віреон червоноокий, Vireo olivaceus
- Віреон чорновусий, Vireo altiloquus

Родина: Воронові (Corvidae)
- Ворона пальмова, Corvus palmarum minutus (Es)
- Ворона кубинська, Corvus nasicus

Родина: Ластівкові (Hirundinidae)
- Ластівка берегова, Riparia riparia
- Білозорка річкова, Tachycineta bicolor
- Білозорка багамська, Tachycineta cyaneoviridis (R)
- Ластівка північна, Stelgidopteryx serripennis
- Щурик пурпуровий, Progne subis
- Щурик кубинський, Progne cryptoleuca
- Щурик антильський, Progne dominicensis (R)
- Ластівка сільська, Hirundo rustica
- Ясківка білолоба, Petrochelidon pyrrhonota
- Ясківка печерна, Petrochelidon fulva cavicola (Es)

Родина: Золотомушкові (Regulidae)
- Золотомушка рубіновочуба, Regulus calendula (R)

Родина: Омелюхові (Bombycillidae)
- Омелюх американський, Bombycilla cedrorum

Родина: Комароловкові (Polioptilidae)
- Комароловка кубинська, Polioptila lembeyei (E)
- Комароловка сиза, Polioptila caerulea

Родина: Воловоочкові (Polioptilidae)
- Ломик, Ferminia cerverai (E)
- Волоочко співоче, Troglodytes aedon (R)
- Овад болотяний, Cistothorus palustris (H)

Родина: Пересмішникові (Mimidae)
- Пересмішник сірий, Dumetella carolinensis
- Пересмішник багатоголосий, Mimus polyglottos
- Тремблер прямодзьобий, Toxostoma rufum (R)
- Пересмішник карибський, Mimus gundlachii (R)

Родина: Шпакові (Sturnidae)
- Шпак звичайний, Sturnus vulgaris (I) (R)
- Майна індійська, Acridotheres tristis (I) (R)

Родина: Дроздові (Turdidae)
- Блакитник східний, Sialia sialis  (R)
- Солітаріо кубинський, Myadestes elisabeth (E)
- Дрізд-короткодзьоб бурий, Catharus fuscescens (R)
- Дрізд-короткодзьоб малий, Catharus minimus
- Дрізд-короткодзьоб канадський, Catharus bicknelli
- Дрізд-короткодзьоб Свенсона, Catharus ustulatus
- Дрізд-короткодзьоб плямистоволий, Catharus guttatus (R)
- Дрізд лісовий, Hylocichla mustelina (R)
- Дрізд мандрівний, Turdus migratorius (R)
- Дрізд карибський, Turdus plumbeus schistaceus (Es)
- Дрізд карибський, Turdus plumbeus rubripes (Es)

Родина: Мухоловкові (Muscicapidae)
- Кам'янка звичайна Oenanthe oenanthe (R)

Родина: Ткачикові (Ploceidae)
- Ткачик великий, Ploceus cucullatus (H)

Родина: Астрильдові (Estrildidae)
- Мунія іржаста, Lonchura punctulata (I)
- Мунія трибарвна, Lonchura malacca (I)
- Мунія чорноголова, Lonchura atricapilla (I)

Родина: Горобцеві (Passeridae)
- Горобець хатній, Passer domesticus (I)

Родина: Плискові (Motacillidae)
- Щеврик американський, Anthus rubescens (R)

Родина: В'юркові (Fringillidae)
- Чечевиця садова, Haemorhous mexicanus (I)
- Чиж сосновий, Spinus pinus (H)
- Чиж золотий, Spinus tristis (R)

Родина: Подорожникові (Calcariidae)
- Подорожник лапландський, Calcarius lapponicus (R)

Родина: Passerellidae
- Багновець прерієвий, Ammodramus savannarum
- Потюк, Chondestes grammacus (R)
- Карнатка білоброва, Spizella passerina (R)
- Карнатка бліда, Spizella pallida (R)
- Юнко сірий, Junco hyemalis (R)
- Бруант білобровий, Zonotrichia leucophrys
- Вівсянка саванова, Passerculus sandwichensis
- Пасовка вохриста, Melospiza lincolnii (R)
- Вівсянка кубинська, Torreornis inexpectata (E)
- Тауї зеленохвостий, Pipilo chlorurus (R)

Родина: Spindalidae
- Танагра антильська, Spindalis zena pretrei (Es)

Родина: Ситівкові (Teretistridae)
- Ситівка жовтоголова (Teretistris fernandinae) (E)
- Ситівка сіроголова (Teretistris fornsi) (E)

Родина: Іктерієві (Icteriidae)
- Іктерія, Icteria virens 	(R)

Родина: Трупіалові (Icteridae)
- Тордо жовтоголовий, Xanthocephalus xanthocephalus (R)
- Гоглу, Dolichonyx oryzivorus
- Шпаркос східний, Sturnella magna hippocrepis (Es)
- Трупіал кубинський, Icterus melanopsis (E)
- Трупіал садовий, Icterus spurius
- Трупіал масковий, Icterus cucullatus (R)
- Трупіал жовтохвостий, Icterus mesomelas (H)
- Трупіал чорноволий, Icterus gularis (R)
- Трупіал балтиморський, Icterus galbula
- Еполетник кубинський, Agelaius assimilis (E)
- Еполетник рудоплечий, Agelaius humeralis (Es)
- Agelaius humeralis
- Вашер синій, Molothrus bonariensis
- Вашер буроголовий, Molothrus ater (R)
- Трупіал-чернець кубинський, Ptiloxena atroviolacea (E)
- Трупіалець північний, Euphagus carolinus (H)
- Гракл антильський, Quiscalus niger (Es)

Родина: Піснярові (Parulidae)
- Смугастоволець оливковий, Seiurus aurocapilla
- Пісняр-борсучок, Helmitheros vermivorum
- Смугастоволець білобровий, Parkesia motacilla
- Смугастоволець річковий, Parkesia noveboracensis
- Червоїд жовтий, Vermivora bachmanii (можливо вимер)
- Червоїд золотокрилий, Vermivora chrysoptera (R)
- Червоїд жовтоголовий, Vermivora cyanoptera (R)
- Пісняр строкатий, Mniotilta varia
- Пісняр жовтий, Protonotaria citrea
- Пісняр бурий, Limnothlypis swainsonii
- Червоїд світлобровий, Leiothlypis peregrina
- Червоїд оливковий, Leiothlypis celata (R)
- Червоїд сіроголовий, Leiothlypis ruficapilla  (R)
- Червоїд жовтоволий, Leiothlypis virginiae (R)
- Цитринка сіровола, Leirornis agilis (R)
- Цитринка чорновола, Geothlypis philadelphia (R)
- Цитринка жовтогорла, Geothlypis formosa (R)
- Жовтогорлик північний, Geothlypis trichas
- Болотянка чорногорла, Setophaga citrina
- Пісняр горихвістковий, Setophaga ruticilla
- Пісняр-лісовик мічиганський, Setophaga kirtlandii (R)
- Пісняр-лісовик рудощокий, Setophaga tigrina
- Пісняр-лісовик блакитний, Setophaga cerulea (R)
- Пісняр північний, Setophaga americana
- Пісняр-лісовик канадський, Setophaga magnolia
- Пісняр-лісовик каштановий, Setophaga castanea (R)
- Пісняр-лісовик рудоволий, Setophaga fusca (R)
- Пісняр-лісовик золотистий, Setophaga petechia
- Пісняр-лісовик рудобокий, Setophaga pensylvanica
- Пісняр-лісовик білощокий, Setophaga striata
- Пісняр-лісовик сизий, Setophaga caerulescens
- Пісняр-лісовик рудоголовий, Setophaga palmarum
- Пісняр-лісовик кубинський, Setophaga pityophila
- Пісняр-лісовик сосновий, Setophaga pinus (R)
- Пісняр-лісовик жовтогузий, Setophaga coronata
- Пісняр-лісовик чорнощокий, Setophaga dominica
- Пісняр-лісовик прерієвий, Setophaga discolor
- Пісняр-лісовик біловусий, Setophaga nigrescens (R)
- Пісняр-лісовик західний, Setophaga townsendi (R)
- Пісняр-лісовик чорногорлий, Setophaga virens
- Болотянка строкатовола, Cardellina canadensis
- Болотянка мала, Cardellina pusilla (R)

Родина: Кардиналові (Cardinalidae)
- Піранга пломениста, Piranga rubra
- Піранга кармінова, Piranga olivacea
- Піранга жовтогуза, Piranga ludoviciana (R)
- Кардинал червоний, Cardinalis cardinalis (H)
- Кардинал-довбоніс червоноволий, Pheucticus ludovicianus
- Кардинал-довбоніс чорноголовий, Pheucticus melanocephalus (R)
- Скригнатка синя, Passerina caerulea'
- Скригнатка лазурова, Passerina amoena (R)
- Скригнатка індигова, Passerina cyanea
- Скригнатка райдужна, Passerina ciris
- Лускун, Spiza americana (R)

Родина: Саякові (Thraupidae)
- Посвірж золотоголовий, Sicalis flaveola (R)
- Якарина, Volatinia jacarina (R)
- Танагра-медоїд бірюзова, Cyanerpes cyaneus
- Цереба, Coereba flaveola (R)
- Потрост золотогорлий, Tiaris olivaceus
- Вівсянка чорна, Melopyrrha nigra nigra (Es)
- Потрост кубинський, Phonipara canora (E)
- Потрост чорноволий, Melanospiza bicolor (R)